# 1795 في الولايات المتحدة
فيما يلي قوائم الأحداث التي وقعت خلال عام 1795 في الولايات المتحدة.

## سياسة

### تعيين في المنصب
- 1 يناير – جون مارشال عضو مجلس نواب الولايات المتحدة عن ولاية فرجينيا.
- 1 يناير – ستيفن فان رينسيلار نائب حاكم نيويورك [الإنجليزية]‏.
- 2 يناير – تيموثي بيكرنج وزير حرب الولايات المتحدة،وزير الخارجية الأمريكي،وزير الخارجية الأمريكي.
- 3 فبراير – أوليفر ولكت وزير الخزانة الأمريكي.
- 4 مارس – ناثانيل سميث عضو مجلس النواب الأمريكي.
- 30 يونيو – جون روتليدج رئيس المحكمة العليا للولايات المتحدة.
- 1 يوليو – جون جاي حاكم نيويورك [الإنجليزية]‏.
- 16 نوفمبر – جورج والتون عضو مجلس الشيوخ الأمريكي.
- 10 ديسمبر – تشارلز لي نائب عام الولايات المتحدة.

### انتهاء فترة المنصب
- 1 يناير – تيموثي بيكرنج مدير مكتب البريد العام في الولايات المتحدة [الإنجليزية]‏.
- 1 يناير – جون مارشال عضو مجلس نواب الولايات المتحدة عن ولاية فرجينيا.
- 31 يناير – ألكسندر هاميلتون وزير الخزانة الأمريكي.
- 4 مارس – روبرت موريس عضو مجلس الشيوخ الأمريكي.
- 29 يونيو – جون جاي رئيس المحكمة العليا للولايات المتحدة.
- 30 يونيو – جورج كلينتون حاكم نيويورك [الإنجليزية]‏.
- 20 أغسطس – إدموند راندولف وزير الخارجية الأمريكي.
- 23 أغسطس – وليام برادفورد نائب عام الولايات المتحدة.
- 28 ديسمبر – جون روتليدج رئيس المحكمة العليا للولايات المتحدة.

## كتب
من الكتب التي صدرت هذه السنة في الولايات المتحدة:
- 1 يناير – عصر العقل من تأليف توماس بين.

## مواليد

### يناير
- 1 يناير – فرانكلين أي بلامر سياسي أمريكي.

### فبراير
- 18 فبراير – جورج بيبودي[1]

### أبريل
- 17 أبريل – جورج ادموند بادجر سياسي أمريكي.[2]
- 27 أبريل – إدوارد كافاناه سياسي أمريكي.[3]

### مايو
- 19 مايو – جونز هوبكينز[4]
- 24 مايو – سيلاس رايت سياسي أمريكي.[5]

### يونيو
- 19 يونيو – جوزيف بايلز أنتوني سياسي أمريكي.[6]

### يوليو
- 20 يوليو – هيلاند هال سياسي أمريكي.[7]

### أغسطس
- 3 أغسطس – جوناثان مكارتي سياسي أمريكي.[8]
- 7 أغسطس – رودمان دريك[9]
- 20 أغسطس – روبرت ستوكتون سياسي أمريكي.[10]
- 31 أغسطس – وليام لي د. يوينغ سياسي أمريكي.[11]

### سبتمبر
- 22 سبتمبر – جون بولارد غاينز سياسي أمريكي.[12]
- 22 سبتمبر – جيسي سبيت سياسي أمريكي.[13]

### أكتوبر
- 13 أكتوبر – جيمس ماكدويل سياسي أمريكي.[14]
- 15 أكتوبر – فرانكلن بيل[15]

### نوفمبر
- 2 نوفمبر – جيمس بوك رئيس الولايات المتحدة الأمريكية الأسبق.[16]

### ديسمبر
- 14 ديسمبر – جيمس الأول روزفلت سياسي أمريكي.[17]
- 17 ديسمبر – بنيامين فرانكلين بتلر سياسي أمريكي.[18]
- 24 ديسمبر – تشارلز بورمان ضابط من الولايات المتحدة الأمريكية.

## وفيات

### يناير
- 23 يناير – جون سوليفان (مواليد 1740)[19]

### مايو
- 19 مايو – جوزايا بارتليت (مواليد 1729)[20]

### أغسطس
- 23 أغسطس – وليام برادفورد (مواليد 1755) قاضي أمريكي.[21]